# 장액군
장액군(張掖郡)은 중국의 옛 군으로, 하서 4군 중 하나다. 대략 현대의 장예 시 지역이다.

## 전한
원수 2년(기원전 121년) 곽거병이 흉노의 혼야왕과 휴저왕을 격파하자 혼야왕이 휴저왕을 죽이고 휴저왕의 무리와 함께 투항하면서 한나라가 혼야왕과 휴저왕의 땅에 설치한 하서 4군 중 하나로, 혼야왕의 옛 땅에 설치했다. 군의 명칭은 응소에 따르면 “나라의 팔과 겨드랑이를 뻗치다”라는 뜻의 장국비액(張國臂掖)에서 따온 것이다. 설치된 시기는 이설이 있으나 한서 지리지의 주석에 따르면 태초 원년(기원전 104년)에 설치됐다. 혹은 원정 6년(기원전 111년)에 주천군과 무위군을 분할해 돈황군과 함께 설치됐다. 2만 4352호, 8만 8731명이 있었다. 아래의 속현 목록은 한서 지리지의 순서를 따르며, 일반적으로 첫 현이 군의 치소이다.
| 현명   | 한자   | 대략적 위치          | 비고 |
| ------ | ------ | -------------------- | --- |
| 녹득현 | 觻得縣 | 장예 시 북서         | 천금거(千金渠)가 서쪽으로 악관(樂涫)에서 택중(澤中)으로 들어간다. 강곡수(羌谷水)가 강중(羌中)에서 나와 동북으로 거연(居延)에서 바다[거연해(居延海)]로 들어가는데 두 군을 지나 2100리를 간다. |
| 소무현 | 昭武縣 | 장예 시 린쩌 현 북동 | |
| 산단현 | 刪丹縣 | 장예 시 산단 현      | |
| 저지현 | 氐池縣 | 장예 시 민러 현      | |
| 옥란현 | 屋蘭縣 | 장예 시 산단 현 북서 | |
| 일륵현 | 日勒縣 | 장예 시 산단 현 남동 | 도위가 택삭곡(澤索谷)에서 다스린다. |
| 여건현 | 驪靬縣 | 진창 시 융창 현 남   | |
| 반화현 | 番和縣 | 진창 시 융창 현      | 농도위(農都尉)가 다스린다. |
| 거연현 | 居延縣 | 아라산 맹 어지나 기  | 거연택(居延澤)이 동북에 있는데 옛 글에는 유사(流沙)라고 했다. 도위가 다스린다. |
| 현미현 | 顯美縣 | 진창 시 융창 현 동   | |

## 신나라
군의 이름을 설병(設屏)으로 고치고 다음 현의 이름을 고쳤다.
| 전한       | 신         |
| ---------- | ---------- |
| 녹득(觻得) | 관식(官式) |
| 소무(昭武) | 거무(渠武) |
| 산단(刪丹) | 관로(貫虜) |
| 저지(氐池) | 비무(否武) |
| 옥란(屋蘭) | 전무(傳武) |
| 일륵(日勒) | 늑치(勒治) |
| 여건(驪靬) | 게로(揭虜) |
| 반화(番和) | 나로(羅虜) |
| 거연(居延) | 거성(居成) |

## 태수

### 전한
- 소함(성제 시기?)
- 우상(? ~ 기원전 18년)
- 복(福, 전한 시기)[4]
- 수(壽, 전한 시기)[4]
- 봉세(奉世, 전한 시기: 대개 풍봉세로 추정함)[4]

### 후한
- 사포: 경시 정권 멸망 후 장액태수를 자칭하였고, 후한이 건국되고 유임되었다.

### 서진
- 초승(焦勝, 267년 당시)[5]